# Ville aux Cent Clochers

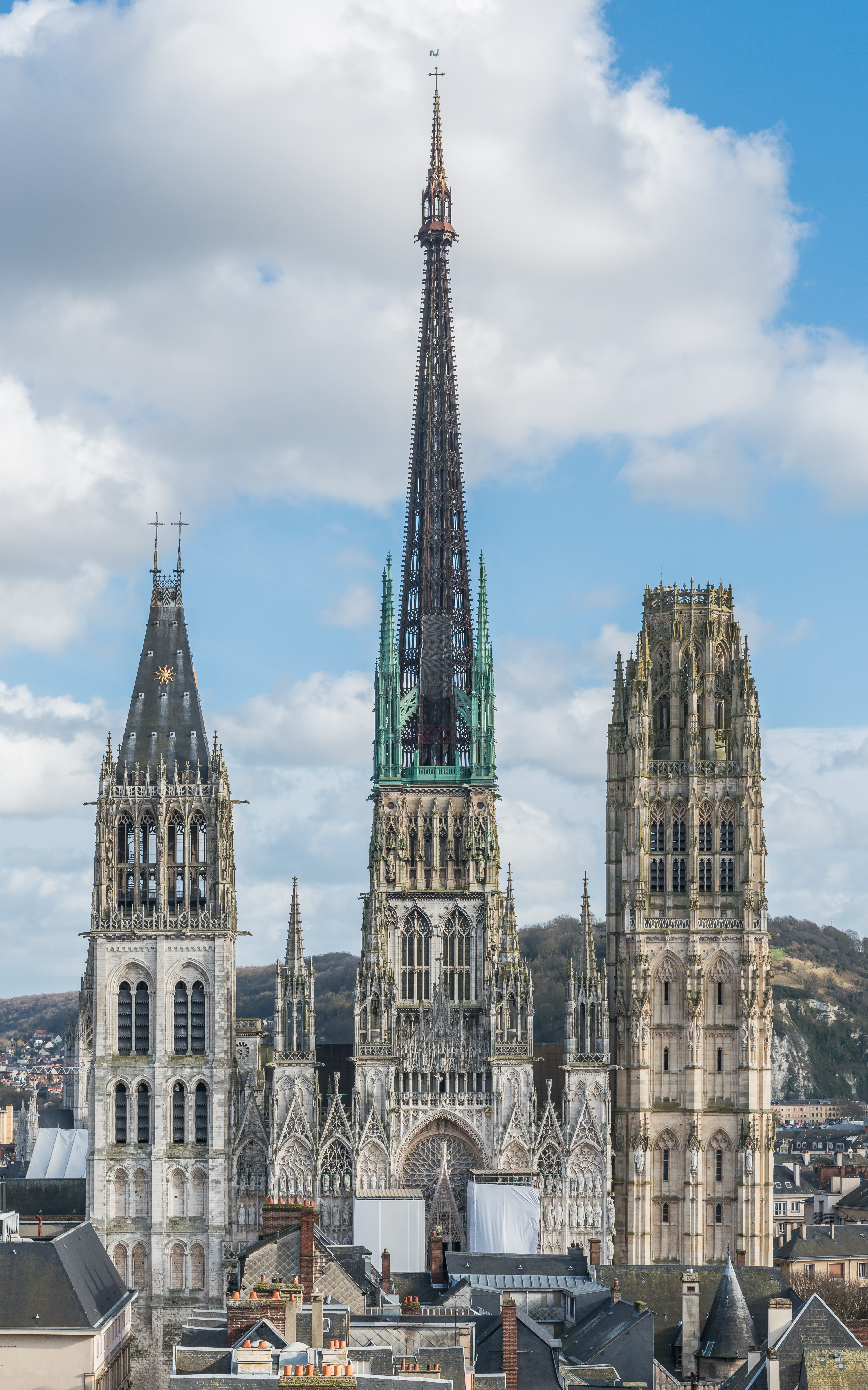
Rouen - Ville aux cent clochers.

La « Ville aux Cent Clochers » est une périphrase. Plusieurs villes du monde sont dites aux cent clochers en raison du nombre élevé d'églises (et donc, par synecdoque, de clochers) qui y sont présentes. L'expression est attribuée à Victor Hugo pour décrire Rouen en 1831 dans Les Feuilles d'automne dans le poème « À mes amis L. B. et S.-B », l'auteur étant tombé sous le charme de la ville de Rouen à la suite de ses séjours en Normandie. Le poème commence donc ainsi :

« Amis ! c'est donc Rouen, la ville aux vieilles rues, 

Aux vieilles tours, débris des races disparues, 

La ville aux cent clochers carillonnant dans l'air […] »

— Feuilles d'automne

## Amérique du Nord
- Montréal[2], également vernaculairement nommée, vu la densité de sa population catholique et le panorama visible depuis le mont Royal, la « Ville aux Mille Clochers »[3].

## Europe

### France
- Arras[4],[5] ;
- Caen[6],[7],[8];
- Dijon[9],[10] ;
- Poitiers[11] ;
- Reims[12] ;
- Rouen[13],[7] ;
- Troyes[14].

### Autres pays
- Bratislava (capitale de la Slovaquie) ;
- Liège (ancienne capitale de la principauté de Liège)[15] ;
- Ascoli Piceno (Italie), qui est surnommée la « Ville aux Cent Tours » en raison de ses nombreux clochers[16] ;
- Prague (capitale de la République tchèque)[17],[18].